# Juridisk Publikation
Juridisk Publikation (JP), är en rättsvetenskaplig tidskrift som sedan 2009 ges ut med två nummer per år. Tidskriftens upplaga gör den till en av de största i Norden.
Juridisk Publikation grundades av Robin Dangoor, då student vid Stockholms universitet. Idag ges tidskriften ut av en redaktion bestående av studenter vid Stockholms universitet, Uppsala universitet, Lunds universitet, Göteborgs universitet samt Umeå universitet. Tidskriften drivs på ideell basis och finansieras främst genom sponsorer.   
I tidskriften publiceras artiklar skrivna av juridikstudenter, akademiker och andra yrkesverksamma jurister. Före publicering granskas alla artiklar av både redaktionen och en expertgranskare ur tidskriftens akademiska råd. Det akademiska rådet grundades av Mårten Schultz, professor vid Stockholms universitet. Idag leds rådet av Johan Munck, f.d. ordförande för Högsta domstolen.
Hela Juridisk Publikations arkiv finns fritt tillgängligt på tidskriftens webbplats. 
Sedan 2013 ger Juridisk Publikation även ut en podcast, JP Samtalar. I varje avsnitt intervjuar redaktörer från tidskriften en yrkesverksam jurist. Tidigare gäster innefattar Anne Ramberg och Göran Lambertz.